# Les Garçons et Guillaume, à table ! (pièce de théâtre)
Ne pas confondre avec le film homonyme
Les Garçons et Guillaume, à table ! est une pièce de théâtre écrite par Guillaume Gallienne, de la Comédie-Française. Jouée pour la première fois en 2008 au théâtre de l'Ouest parisien, elle vaut à Gallienne le Molière de la révélation théâtrale en 2010.

## Histoire
La pièce est née après que le directeur du théâtre de l'Ouest parisien (TOP), Olivier Meyer, voit Gallienne imiter la Doyenne de la Comédie-Française, Catherine Samie, à l'occasion du départ à la retraite de celle-ci. Impressionné, il lui propose de créer un spectacle au TOP, en lui laissant carte blanche. Gallienne accepte, et finit par proposer un spectacle à base autobiographique.
Dans une mise en scène de Claude Mathieu, Gallienne, seul en scène, joue plusieurs personnages, lui-même et sa mère notamment, dans des situations inspirées de sa propre histoire. Il narre comment il a pensé qu'il devait être une fille, après des propos comme « les garçons et Guillaume, à table », que sa mère adressait à ses deux frères et lui ; comment il a été considéré comme homosexuel ou comment il a été réformé pour échapper au service militaire.

## Critique
Pour Philippe Tesson dans Le Figaro Magazine, « Gallienne a tous les talents : l'humour, la distance, le génie comique, la lucidité ». Pour Le Parisien, la pièce est « une histoire de coming out à l'envers, à la fois drôle, émouvante, captivante ».
Guillaume Gallienne reçoit le Molière de la révélation théâtrale en 2010.

## Représentations et adaptation cinématographique
Les Garçons et Guillaume, à table ! est créé au théâtre de l'Ouest parisien en 2008. La pièce est jouée au théâtre de l'Athénée-Louis-Jouvet en 2010.
La pièce est adaptée en 2013 au cinéma, sous le titre Les Garçons et Guillaume, à table !, dans une réalisation de Guillaume Gallienne. Le film reçoit de nombreuses récompenses.
La première version théâtrale sans Guillaume Gallienne est présentée en allemand dans le Theater O-TonArt à Berlin le 30 septembre 2016 sous le titre MAMAN UND ICH avec André Fischer avec une mise en scène d'Alexander Katt 
(traduction : Karolina Fell, pour le livre de poche de la ROWOHLT Verlag),.